# 豊臣十丸
豊臣 十丸（とよとみ の じゅうまる／とよとみ じゅうまる）は、安土桃山時代の公達。豊臣氏の2代関白・豊臣秀次の三男。母は北野松梅院禅興またはその子・禅永の娘で、阿左古の方、または於佐子（おさこ）の前 。

## 生涯
文禄2年（1593年）、豊臣秀次の三男として誕生。
文禄4年（1595年）、秀次の一族が処刑された際、他の秀次の妻子とともに三条河原で処刑された。
浄土宗慈舟山瑞泉寺にある秀次公一族の法名を記した名簿によると、享年3で、法名は普照院殿誓旭大童子。日蓮宗（本圀寺の末寺である）瑞龍寺の過去帳によると妙喜。